# Cerro Grande (La Serena)
El Cerro Grande es la mayor elevación de la ciudad de La Serena. En él se encuentran las antenas de comunicaciones y televisión que cubren el área de La Serena y Coquimbo.
En los faldeos de este cerro se desarrolló la Batalla de Cerro Grande el 29 de abril de 1859, que se convirtió en la victoria decisiva del gobierno, derrotando a los insurrectos que se encontraban al mando de Pedro León Gallo. Con este enfrentamiento se colocó fin a la Revolución de 1859.